# بدوگو-سیلمیسی
بدوگو-سیلمیسی شهری در شهرستان کومبیسیری در استان بازگا در بورکینافاسوی مرکزی است و جمعیت آن ۴۸۵ نفر است.